# Megacyllene multiguttata
Megacyllene multiguttata là một loài bọ cánh cứng trong họ Cerambycidae.